# Karlsöbryum
Karlsöbryum (Bryum torquescens) är en bladmossart som beskrevs av Bruch och Wilhelm Philipp Schimper. Karlsöbryum ingår i släktet bryummossor, och familjen Bryaceae. Enligt den svenska rödlistan är arten nationellt utdöd i Sverige. . Arten har tidigare förekommit på Gotland men är numera lokalt utdöd. Artens livsmiljö är jordbrukslandskap.